# Операция «Buster-Jangle»
Операция «Бастер-Джангл» (англ. Buster-Jangle) — шестая серия испытаний ядерной бомбы, состоящая из 7 ядерных взрывов, осуществлённых США в 1951 году. Это вторая серия, проведённая на ядерном полигоне в Неваде. Шесть взрывов было произведено в воздухе (из них в пяти случаях бомбы сбрасывались с бомбардировщиков B-50 и B-45), и один взрыв был подземным. Целью операции была проверка воздействия ядерных ударов на различные объекты типа травы, деревьев, собак, крыс, одежды. Во время операции были задействованы 6500 солдат. Последние два теста определяли свойства образующихся кратеров.

## Список ядерных взрывов операции «Бастер-Джангл»

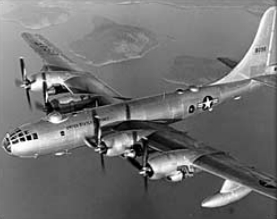
Бомбардировщик Boeing B-50 Superfortress

| Испытания | Дата                 | Место                                                     | Мощность | Замечания                                            | Изображение |
| --------- | -------------------- | --------------------------------------------------------- | -------- | ---------------------------------------------------- | ----------- |
| Able      | 22 октября 1951 года | Ядерный полигон в Неваде 37°05′02″ с. ш. 116°01′29″ з. д. | 0 кт     | ядерная реакция началась, однако взрыва не произошло |             |
| Baker     | 28 октября 1951 года | Ядерный полигон в Неваде 37°05′06″ с. ш. 116°01′15″ з. д. | 3.5 кт   | Сброшена с B-50                                      |             |
| Charlie   | 30 октября 1951 года | Ядерный полигон в Неваде 37°05′06″ с. ш. 116°01′16″ з. д. | 14 кт    | Сброшена с B-50                                      |             |
| Dog       | 1 ноября 1951 года   | Ядерный полигон в Неваде 37°05′05″ с. ш. 116°01′14″ з. д. | 21 кт    | Сброшена с B-50                                      |             |
| Easy      | 5 ноября 1951 года   | Ядерный полигон в Неваде 37°05′31″ с. ш. 116°01′31″ з. д. | 31 кт    | Сброшена с B-45                                      |             |
| Sugar     | 19 ноября 1951 года  | Ядерный полигон в Неваде 37°07′53″ с. ш. 116°02′22″ з. д. | 1.2 кт   | Взрыв на поверхности земли                           |             |
| Uncle     | 29 ноября 1951 года  | Ядерный полигон в Неваде 37°10′11″ с. ш. 116°02′36″ з. д. | 1.2 кт   | Подземный взрыв на глубине 5 метров                  |             |

## Галерея

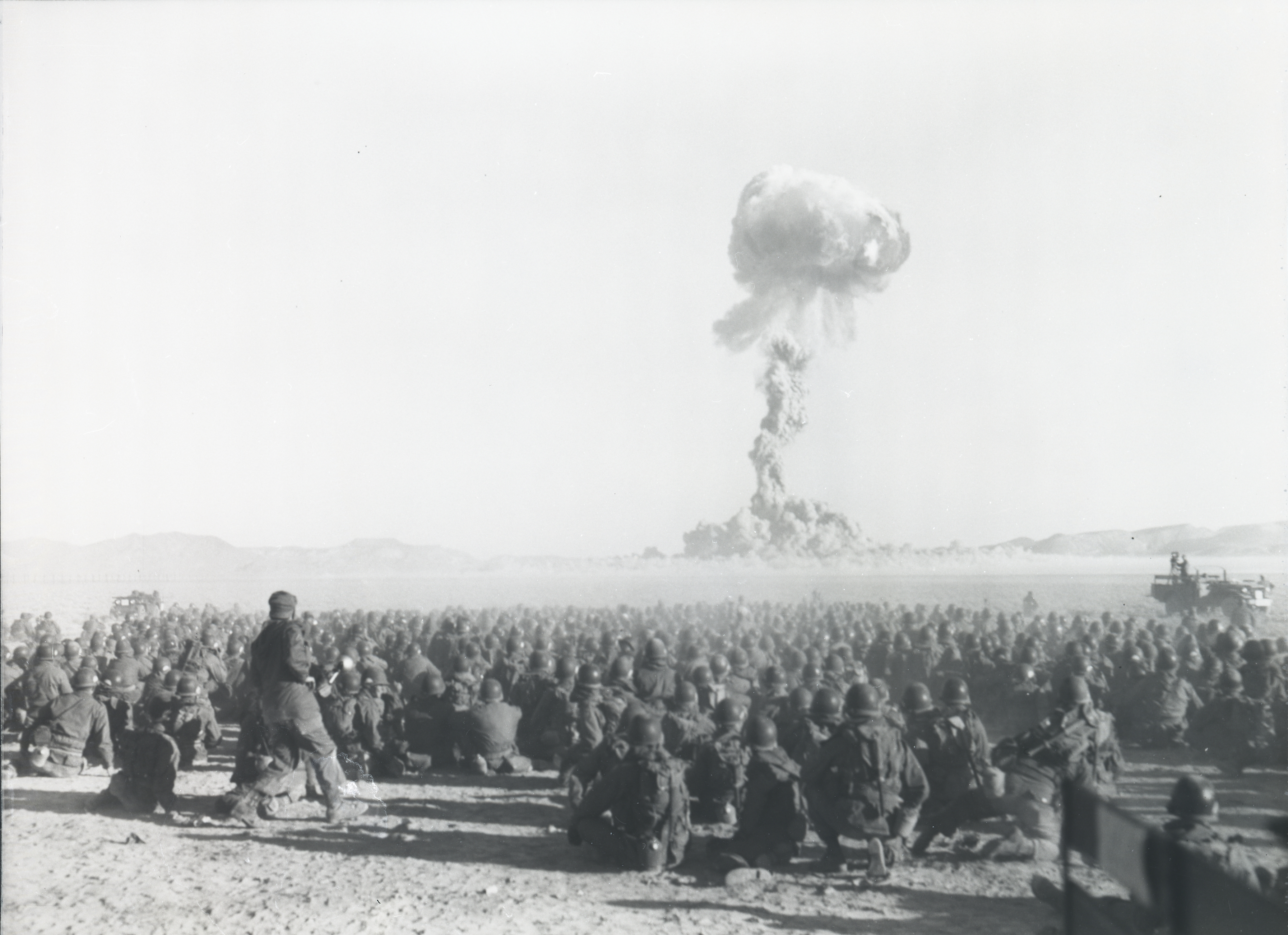
Солдаты наблюдают ядерный взрыв на полигоне в Неваде
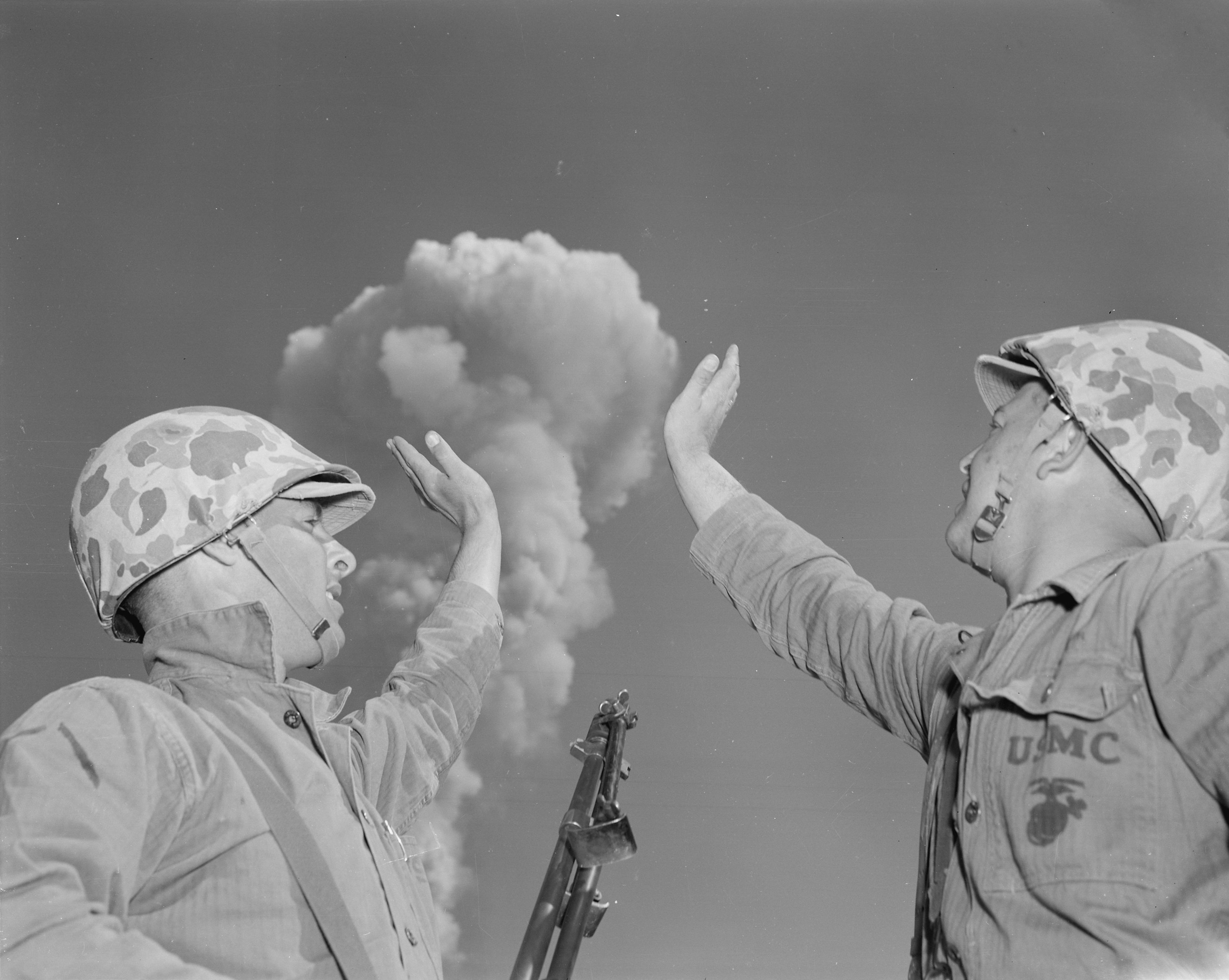
Морские пехотинцы делают вид, что касаются ядерного гриба
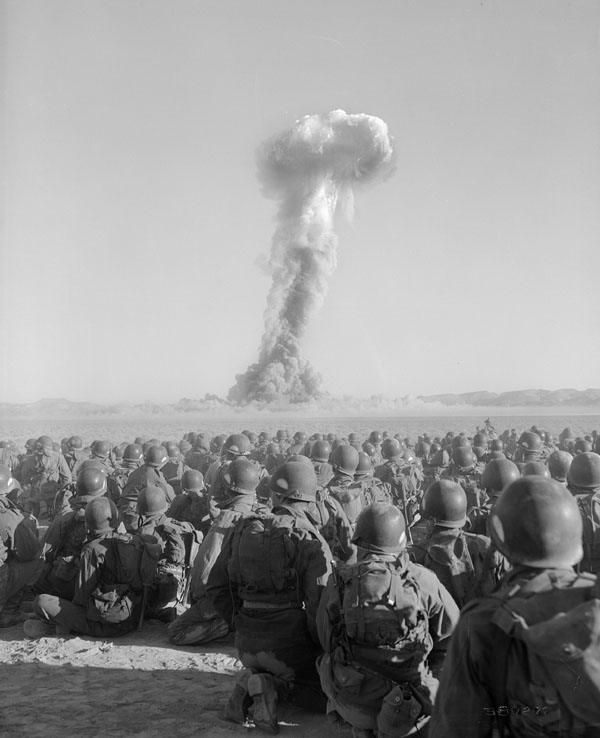
Солдаты наблюдают ядерный взрыв Dog
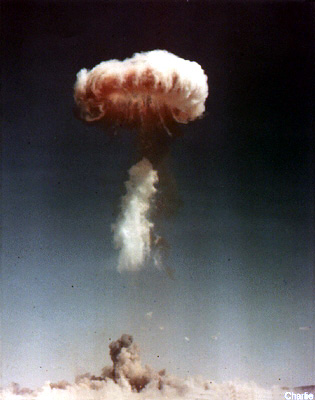
Взрыв Charlie
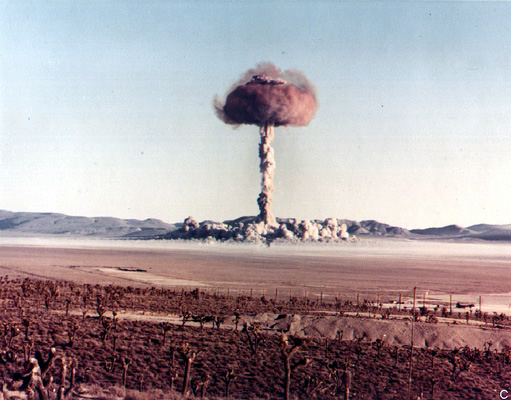
Взрыв  Charlie
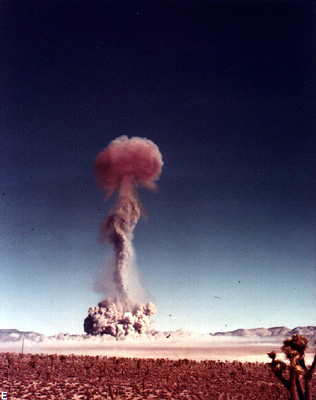
Взрыв Easy
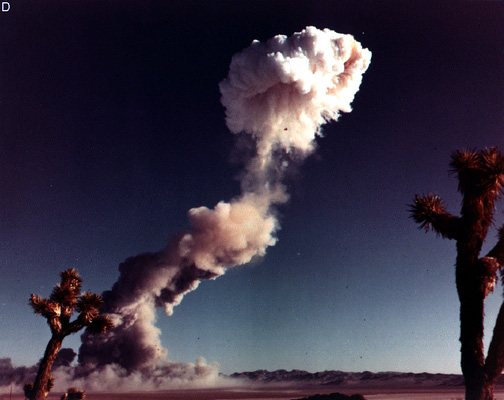
Взрыв Dog
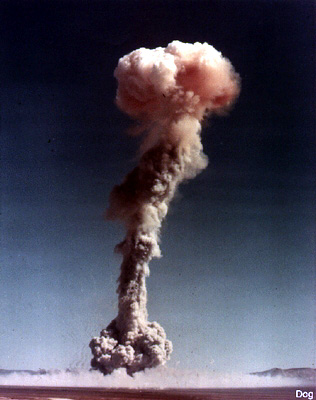
Взрыв Dog